# Badgers Mount
Pour les articles homonymes, voir Badgers.
Badgers Mount est une paroisse civile et un village du Kent, en Angleterre.